# Épisodes de Stargate Infinity
Cet article présente les épisodes de la série télévisée d'animation américaine Stargate Infinity.

## Liste des épisodes

### Épisode 1:La décision
- États-Unis : 14 septembre 2002 sur FOX
- France : 30 août 2003 sur M6

### Épisode 2:Rencontre
- États-Unis : 21 septembre 2002 sur FOX

### Épisode 3:Le meilleur des Mondes
- États-Unis : 28 septembre 2002 sur FOX

### Épisode 4:Retour aux sources
- États-Unis : 5 octobre 2002 sur FOX

### Épisode 5:Le mentor
- États-Unis : 12 octobre 2002 sur FOX

### Épisode 6:Eaux troubles
- États-Unis : 19 octobre 2002 sur FOX

### Épisode 7:Phobie
- États-Unis : 26 octobre 2002 sur FOX

### Épisode 8:Charmante compagnie
- États-Unis : 2 novembre 2002 sur FOX

### Épisode 9:Révélations
- États-Unis : 9 novembre 2002 sur FOX

### Épisode 10:L'appât du gain
- États-Unis : 16 novembre 2002 sur FOX

### Épisode 11:Le prix de la pierre
- États-Unis : 23 novembre 2002 sur FOX

### Épisode 12:Initiation
- États-Unis : 30 novembre 2002 sur FOX

### Épisode 13:Inventions
- États-Unis : 7 décembre 2002 sur FOX

### Épisode 14:Synthek
- États-Unis : 30 décembre 2002 sur FOX

### Épisode 15:Civilisation
- États-Unis : 6 janvier 2003 sur FOX

### Épisode 16:L'alliance
- États-Unis : 13 janvier 2003 sur FOX

### Épisode 17:L'amalgame
- États-Unis : 20 janvier 2003 sur FOX

### Épisode 18:Apprentissage
- États-Unis : 27 janvier 2003 sur FOX

### Épisode 19:L'impasse
- États-Unis : 3 février 2003 sur FOX

### Épisode 20:Le remède
- États-Unis : 10 février 2003 sur FOX

### Épisode 21:Apparences
- États-Unis : 17 février 2003 sur FOX

### Épisode 22:Les idoles
- États-Unis : 24 février 2003 sur FOX

### Épisode 23:Baptême de l'air
- États-Unis : 3 mars 2003 sur FOX

### Épisode 24:Grave erreur
- États-Unis : 10 mars 2003 sur FOX

### Épisode 25:Illustrations
- États-Unis : 17 mars 2003 sur FOX

### Épisode 26:Longue route
- États-Unis : 24 mars 2003 sur FOX

L'équipe est de retour sur Terre. Ils se retrouvent alors dans le Yucatan.